# اوکفن
اوکفن (به آلمانی: Ockfen) یک شهر در آلمان است که در تریر-زاربورگ واقع شده‌است. اوکفن ۶۳۳ نفر جمعیت دارد.